# SomeKindaWonderful
SomeKindaWonderful ist eine amerikanische Rockband aus Cleveland, Ohio, die 2014 mit ihrer Single Reverse internationale Bekanntheit erlangte.

## Geschichte
Im Januar 2013 trafen Schlagzeuger Ben Schigel und Gitarrist Matt Gibson auf der Suche nach einem passenden Frontmann für ihre Band in einer Bar in der Kleinstadt Olmsted Falls in Ohio auf Jordy Towers, welcher zuvor seine Solo-Karriere als Sänger in Los Angeles abgebrochen hatte. Daraufhin trat Jordy Towers der Band bei, welche im Juni 2014 in den USA ihr gleichnamiges Debütalbum veröffentlichte. Erster größerer Erfolg von SomeKindaWonderful wurde die aus dem Album ausgekoppelte Single Reverse. Das Album SomeKindaWonderful ist seit März 2015 auch in Deutschland erhältlich.
Markenzeichen der Band SomeKindaWonderful ist ein Schmetterling, welcher als Metapher für die Bandmitglieder steht. Diese konnten erst gemeinsam als Band aus dem Kokon ausbrechen, in welchem sie zuvor als einzelne Musiker gefangen waren und sich als erfolgreicher Schmetterling zu entfalten.

## Diskografie
Alben
- 2014: SomeKindaWonderful (Downtown Records)

Singles
- 2014: Reverse
- 2014: California Love